# 剣持直明
剣持 直明（けんもち なおあき、1963年11月19日 - ）は、日本の俳優。栃木県出身。劇団だるま座主宰。
血液型A型。特技は栃木弁方言指導。趣味はラグビー（フランカー）。

## 経歴
東北福祉大学を卒業後、劇団手織座附属演技研究所入所。その後1996年東京ファールチップ（現：劇団だるま座）を旗揚げ。

## 出演

### テレビドラマ

#### 2022年
- 17才の帝国 第3話（2022年5月21日、NHK総合）

#### 2021年
- 相棒 season19 - 七原徳治郎

#### 2020年
- NHK〔大河ドラマ〕『麒麟がくる』 宇野市兵役<一色隆司監督>

#### 2019年
- 刑事7人 ‐ 高橋店長
- 刑事ゼロ - 逢沢省三
- 大富豪同心 - 七右衛門

#### 2014年
- 東海テレビ〔連ドラ〕『聖母・聖美物語』林田康正役＜西本淳一監督＞

#### 2013年
- フジテレビ〔深夜ドラマ〕『ホラー アクシデンタル』第7話「存在の耐えられない軽さ」 運転手役＜三木康一郎監督＞
- NOTTV「ラヴコンシェル」竹田役＜及川拓郎監督＞

#### 2012年
- NHK〔朝ドラ〕『梅ちゃん先生』　山下役　＜木村隆文監督＞

#### 2011年
- 日本テレビ〔連ドラ〕『ザ・ミュージックショウ』警備員役＜及川拓郎監督＞
- NHK〔連ドラ〕『下流の宴』＜勝田夏子監督＞

#### 2010年
- NHK〔大河ドラマ〕『龍馬伝』 江戸の商人 佐州屋金蔵役<大友啓史監督>
- NHK〔土曜時代劇〕『桂ちづる診察日録』出島乙名役＜吉村芳之監督＞
- NHK〔朝ドラ〕『ゲゲゲの女房』 準レギュラー電気の集金人役（4,10,11,21週)
- フジテレビ〔金曜プレステージ〕『浅見光彦シリーズ』栃木足尾署・高沢刑事役 ＜小林俊一監督＞
- TBS〔連ドラ〕『ハンチョウ2〜神南署安積班〜』 只野啓二役<村田忍監督＞
- TBS〔連ドラ〕『ハンマーセッション！』工事現場の現場監督役＜麻生学監督＞
- TBS〔月曜ゴールデン〕『捜し屋★諸星光介が走る！?』青木勉役 犯人役<山田大樹監督＞
- TBS〔月曜ゴールデン〕『上条麗子の事件推理?』 工房の職員役＜津崎敏喜監督＞
- テレビ東京〔水曜ミステリー9〕『捜査検事 近松茂道 ?』安藤刑事役<岡屋龍一監督＞
- テレビ東京〔深夜ドラマ〕『宇宙犬作戦』第3話 ゲスト主役 惑星ソーリーの総理役＜三木康一郎監督＞
- テレビ朝日〔土曜ワイド〕『事件?』 常連客の石川(八百屋)<池添博監督>
- テレビ朝日〔土曜ワイド〕『はぐれ刑事純情派』最終回SP・雑誌記者曽我部一郎役<岡屋龍一監督>
- テレビ朝日〔土曜ワイド〕『京都殺人案内 32』 長谷川安雄役<岡屋龍一監督>
- テレビ朝日〔土曜ワイド〕『救急救命士 牧田さおり』 青山巡査役<岡本弘監督>
- 日本テレビ〔連ドラ〕『プロゴルファー花』第2・7話 屋台の親父役＜福田雄一監督＞
- 東京MX/TVK 〔深夜ドラマ〕『TAXMEN』 第4話巡査役＜多胡由章監督＞

#### 2009年
- NHK〔大河ドラマ〕『天地人』上杉家家臣 松田勝重役
- NHK〔ドラマスペシャル〕『白洲次郎』 原田熊雄役＜大友啓史監督＞
- TBS〔深夜連ドラ〕『深夜食堂』4話、8話安西役 ＜及川拓郎監督＞
- TBS〔連ドラ〕『水戸黄門』 第39部 防府編 ごろつきの常吉役＜金鐘守監督＞
- テレビ朝日〔土曜ワイド〕『検事・朝日奈耀子 ?』安田巡査役＜津崎敏喜監督＞

#### 2008年
- NHK〔土曜ドラマ〕『トップルセールス』 第7話ゲスト主役 満田恵介役＜吉村芳之監督＞
- テレビ朝日〔土曜ワイド〕『西村京太郎サスペンス鉄道捜査官』 福島県警坂本警部役＜村川透監督＞

#### 2007年まで
- NHK〔朝ドラ〕『天うらら』寺おとこ役 （栃木ことば指導を兼ねる）＜佐藤峰世監督＞
- NHK〔木曜時代劇〕『御宿かわせみ』
- NHK〔教育〕『さわやか3組』レギュラー・主役の父親役

### 映画
- 『渡されたバトン』亀田役＜池田博穗 監督＞（2013）
- 松竹 『ランウェイ☆ビート』 教育委員長役 ＜大谷健太郎監督＞（2011）
- 『シャッフル』＜及川拓郎監督＞（2011）
- 東映『仮面ライダー×仮面ライダー オーズ&ダブル feat.スカル MOVIE大戦CORE』徳川家子孫役＜田﨑竜太監督＞（2010）
- 『待合室』土川雄三役＜板倉真琴監督＞（2006）
- 『うちゅうさん』＜竹内幹監督＞(2004)
- 『さむがり屋のサンタクロース』＜小浦一優監督＞（2004）
- 『ベルエポック』＜松岡錠司監督＞（1998）
- 『洗濯機は俺に任せろ』＜篠原哲雄監督＞(1999)
- 『しあわせ家族計画』＜阿部勉監督＞(1999)
- 『恋は舞い降りた』＜長谷川康夫監督＞（1997)
- 『キングダム』（2019年）

### CF
- 『SANYO』パチンコ（2010）
- 『スペインのテレビCM』（2010）
- 『リポビタンファイン』（2008）
- 『松井証券』
- 『明治製菓・おでんの素』
- 『東芝・強と清』
- 『ミツカン・スラダ』
- 『大正漢方胃腸薬』
- 『たまごクラブひよこクラブ』
- 『JR 東日本トレン太君』
- 『政府広報』

### 舞台
- 『人原嫌い』（演劇実践集団デスペラーズ）作・演出：岩瀬浩司
- 『桜散る、散るもつもるも三春乃一座』（だるま座地方公演）作：篠原久美子 演出：村上秀樹
- 『かもめ』（だるま企画プロデュース）脚本・演出：山本健翔
- 『怪盗先生、教壇に立つ。』（劇団だるま座）作・演出：村上秀樹
- 『煙が目にしみる』（劇団だるま座）原案：鈴置洋孝 作：堤泰之 演出：和田貫平
- 『1945年の忠臣蔵』（だるま企画プロデュース）脚本：鈴木智 演出：剣持直明
- 『娑婆に脱帽』（だるま企画プロデュース）作：松木ひろし 演出：菊地一浩
- 『ケプラー・憧れの星航海路』（タケプロデュース）作：篠原久美子 演出：大内三朗
- 『愚か者の記録〜罪を背負わず』（演劇実践集団デスペラーズ）作・演出：岩瀬浩司
- 『或る告白』（演劇実践集団デスペラーズ）作・演出：岩瀬浩司
- 『僕らはみんな生きている』(スーパーコンプレックス）作・演出：夢野さくら
- 『パーソナルメッセージ』(スーパーコンプレックス）作・演出：夢野さくら
- 『3年G組〜夏の日に』（劇団風の街）作・演出：ふたくちつよし
- 『ドゥーワップ?優しい奴ら』（ミルクブラザーズ）作：藤田ミキト 演出：剣持直明
- 『山本周五郎の妻』（横浜夢座・座長五大路子）作：小松與志子 演出：遠藤吉博
- 『CHANBARA FEVER』（東京アンテナコンテナ）作：小浦一優・藤田ミキト 演出：芋洗坂係長
- 『襤褸と宝石』（ショウデザイン舎）作：加藤道夫 演出：山本健翔
- 『遺墨－目的ハ国家ニアリ-』（演劇実践集団デスペラーズ）作・演出：岩瀬浩司
- 『在り処』（株式会社メッセージ）作：相馬杜宇 演出：栗原崇
- 『父と暮せば』（nu-ta）演出：増澤ノゾム W主演：松村彩永[1][2][3][4][5]
- 「青の祓魔師」京都紅蓮篇 - 青の祓魔師（2016年8月5日 - 14日、Zeepブルーシアター六本木） - 志摩八百造 役
- ミュージカル「髪結橋のロビン・グッドフェロー」（2017年12月14日 - 16日、生活支援型文化施設コンカリーニョ） - 長次郎 役（渡辺源五郎とダブルキャスト）及び作・演出
- Regulation's High-Second-（2023年10月18日 - 22日、中目黒キンケロ・シアター） - 氷室先生 役[6][7]
- 座・だるま水鉄砲 第1回公演「ちち」（2024年12月18日 - 22日、小劇場楽園）[8]
- まる企画プロデュース公演「父と暮せば」（2025年1月29日 - 2月2日、小劇場楽園）[9]
- GOODEARTH presents 兎座番外公演in東京凱旋「脳天ハイマー」（2025年3月12日 - 16日、赤坂RED/THEATER）[10]
- 藤原たまえプロデュース vol.20「大遺作」（2025年7月24日 - 27日、本多劇場）[11]
- 日穏-bion- 第18回公演「月の海 2025」（2025年8月20日 - 31日〈予定〉、SkyテアトルBONBON / 9月5日 - 7日〈予定〉、栃木県総合文化センター サブホール / 9月12日・13日〈予定〉、富山県民小劇場ORBIS）[12]

### ミュージカル
- 『どれミゼラブル』(企画メッセージ)
- 『GIFT』準主役・トナカイ役（大阪弁）(企画メッセージ)(2010・2008銀河劇場、2007、2006）

### 声優
- 『天外魔境ZIRIA』大老柳沢吉保役
- 猟奇的な彼女